# Пилица (гмина)
Пилица (пол. Pilica) — городско-сельская гмина (волость) в Польше, входит как административная единица в Заверценский повет, Силезское воеводство. Население — 9183 человека (на 2004 год).

## Демография
| Перепись                       | Всего   | Всего | Женщины | Женщины | Мужчины | Мужчины |
| ------------------------------ | ------- | ----- | ------- | ------- | ------- | ------- |
| Единицы                        | человек | %     | человек | %       | человек | %       |
| Население                      | 9183    | 100   | 4647    | 50,6    | 4536    | 49,4    |
| Плотность населения (чел./км²) | 66,1    | 66,1  | 33,5    | 33,5    | 32,7    | 32,7    |

## Поселения
1. Бискупице
2. Цисова
3. Добракув
4. Дзвоновице
5. Дзвоно-Сербовице
6. Клещова
7. Коцикова
8. Сядча
9. Славнюв
10. Смолень
11. Сольца
12. Шице
13. Вербка
14. Вежбица
15. Зложенец

## Соседние гмины
1. Гмина Ключе
2. Гмина Крочице
3. Гмина Огродзенец
4. Гмина Щекоцины
5. Гмина Вольбром
6. Гмина Жарновец